# Apràxia
L'apràxia és un trastorn de l'activitat motriu voluntària caracteritzat per una incapacitat d'executar intencionalment i d'una manera apropiada determinats gests o moviments anteriorment apresos, sense que existeixi paràlisi, atàxia o coreoatetosi, ni demència que impedeixi la comprensió de l'acte gestual ni la percepció dels seus elements. És a dir, existeix una dissociació entre la idea (el pacient sap el que vol fer) i l'execució motora (no té el control d'acció).
Es diferencia de la dispràxia en què aquesta és deguda a un error en la construcció interna de les seqüències de moviment per arribar a un acte específic i intencional, i no a la pèrdua d'una acció prèviament apresa com és el cas de l'apràxia.

## Etiologia
Generalment és causada per una lesió d'àrees especialitzades del cervell, com poden ser:
- Accident vascular cerebral, el més freqüent.
- Altres: trauma, tumors, esclerosi múltiple, etc.